# کلودیا کوده-کیلش
 کلودیا کوده-کیلش (آلمانی: Claudia Kohde-Kilsch؛ زاده ۱۱ دسامبر ۱۹۶۳) یک تنیس‌باز اهل آلمان است.